# Petriroda
Petriroda är en ortsteil i kommunen Georgenthal i Landkreis Gotha i förbundslandet Thüringen i Tyskland. Petriroda var en kommun fram till 31 december 2019 när den uppgick i Georgenthal. Petriroda hade 300 invånare 2019.